# Pat Hennen
Patrick (Pat) Hennen (Phoenix (Arizona), 27 april 1953 – 7 april 2024) was een Amerikaans motorcoureur. Hij was de eerste Amerikaan die een 500cc-race in het wereldkampioenschap wegrace won. Dat was de Grand Prix van Finland in het seizoen 1976.

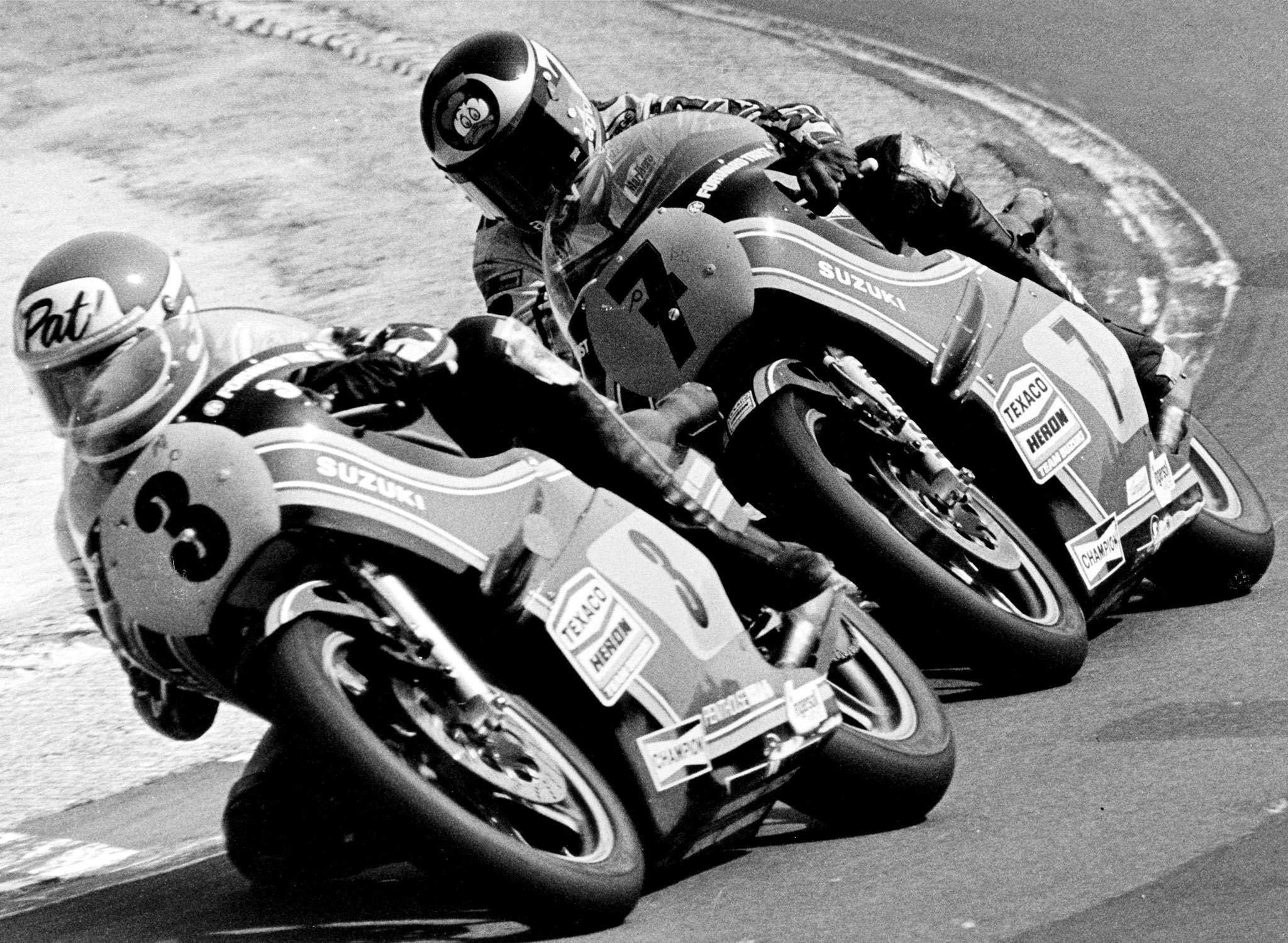
Pat Hennen en Barry Sheene tijdens een race ongeveer een week voor de Isle of Man TT van 1978.

## Carrière
Pat Hennen begon als dirttrackracer in wedstrijden in Noord-Californië, waar zijn familie naartoe verhuisd was toen hij nog jong was. Toen hij ging wegracen werd hij fabriekscoureur voor Suzuki. In 1976 won hij zijn eerste Grand Prix en werd hij derde in het 500 cc wereldkampioenschap. In het seizoen 1977 won hij de Britse Grand Prix op Silverstone en werd hij opnieuw derde in de eindstand. In tegenstelling tot de meeste van zijn collega's ging Hennen naar de TT van Man. Die was jarenlang geboycot door de topcoureurs en had in 1976 haar WK-status verloren. Hennen viel in de Classic TT uit met de Suzuki RG 500, maar maakte wel indruk. Hij lag in de vierde ronde op de derde plaats toen zijn motor bij de Verandah stilviel.
Het seizoen 1978 begon erg goed voor Pat Hennen. Hij viel uit in Oostenrijk, maar werd tweede in Venezuela, Frankrijk en in de GP des Nations op Monza en hij won zelfs de Grand Prix van Spanje. Hij presteerde als beste in de Transatlantic Trophy (een serie van zes wedstrijden tussen een Brits en een Amerikaans team, verdeeld over drie dagen tijdens het paasweekeinde) door drie wedstrijden te winnen.
In dat jaar startte hij in de Senior TT, de belangrijkste race van de TT van Man. Het was het jaar van de terugkeer van Mike Hailwood, die voor het eerst sinds 1967 aan de TT deelnam. Hailwood won de Formula One TT, maar tijdens de Senior TT werd Pat Hennen de eerste coureur in de geschiedenis die een ronde (ruim 60 kilometer) onder de 20 minuten reed. Door de interval-start vertrok Hennen 20 seconden eerder dan de ervaren Tom Herron, die ook voor Suzuki reed. Op het circuit was Herron hem echter al voorbij. Tom Herron had vijf helpers langs het circuit staan die hem precies op de hoogte hielden van zijn positie. Hij wist dan ook dat Hennen dichterbij kwam, maar die moest hem eerst inhalen en dan nog 20 seconden voorsprong nemen. Dat was een bijna onmogelijke opgave en Herron vertelde later dat hij Hennen probeerde te laten weten nog even achter hem te blijven. Hij was van plan Hennen op een veilig stuk te laten passeren en hem daarna gewoon te volgen. Toen Hennen bij Bishopscourt enkele meters achter Herron reed viel hij plotseling. Bishopscourt is een tamelijk onschuldig maar snel (in die tijd ongeveer 240 km/h) deel van het circuit, waar weinig ongelukken gebeuren. Er werd dan ook gespeculeerd over de oorzaak: mogelijk was Pat Hennen getroffen door een vogel of had hij de trottoirband geraakt toen hij een tear off van zijn helmvizier trok. Een andere mogelijkheid was een vastloper.
Pat Hennen overleefde het ongeluk met ernstige verwondingen aan zijn hoofd. Hij herstelde hiervan, maar moest zijn racecarrière beëindigen. Door zijn resultaten in de eerste GP's werd hij zesde in het wereldkampioenschap.
Hij woonde later in Californië en werd in 2007 opgenomen in de Motorcycle Hall of Fame van de AMA.
Hennen overleed op 7 april 2024 op 70-jarige leeftijd aan de gevolgen van longkanker.

## Wereldkampioenschap wegrace resultaten
(Races in vet zijn pole-positions; races in cursief geven de snelste ronde aan)
| Jaar | Klasse | Merk   | 1     | 2       | 3     | 4     | 5      | 6     | 7       | 8      | 9     | 10    | 11    | Punten | Plaats | Overwinningen |
| ---- | ------ | ------ | ----- | ------- | ----- | ----- | ------ | ----- | ------- | ------ | ----- | ----- | ----- | ------ | ------ | ------------- |
| 1976 | 500 cc | Suzuki | FRA - | OOS DNF | NAT 5 | IOM - | NED 2  | BEL 8 | ZWE DNF | FIN 1  | TSJ - | DUI 3 |       | 46     | 3e     | 1             |
| 1977 | 500 cc | Suzuki | VEN 3 | OOS -   | DUI 2 | NAT - | FRA 10 | NED 3 | BEL 3   | ZWE 10 | FIN - | TSJ 4 | GB 1  | 67     | 3e     | 1             |
| 1978 | 500 cc | Suzuki | VEN 2 | SPA 1   | OOS - | FRA 2 | NAT 2  | NED - | BEL -   | ZWE -  | FIN - | GB -  | DUI - | 51     | 6e     | 1             |

1. ↑  Voormalig Grand Prix coureur Pat Hennen (70) overleden